# The Oprah Conversation
The Oprah Conversation es un programa de entrevistas de Oprah Winfrey que se estrenó en Apple TV+ el 30 de julio de 2020.

## Episodios
| N.º en temp. | Título                                                 | Dirigido por        | Fecha de emisión original |
| ------------ | ------------------------------------------------------ | ------------------- | ------------------------- |
| 1            | «Uncomfortable Conversations with a Black Man: Part 1» | Emmanuel Acho       | 30 de julio de 2020       |
| 2            | «Uncomfortable Conversations with a Black Man: Part 2» | Emmanuel Acho       | 30 de julio de 2020       |
| 3            | «How to Be an Antiracist»                              | Ibram X. Kendi      | 07 de agosto de 2020      |
| 4            | «Bryan Stevenson»                                      | Bryan Stevenson     | 14 de agosto de 2020      |
| 5            | «Mariah Carey»                                         | Mariah Carey        | 23 de septiembre de 2020  |
| 6            | «Caste: Part 1»                                        | Isabel Wilkerson    | 09 de octubre de 2020     |
| 7            | «Caste: Part 2»                                        | Isabel Wilkerson    | 09 de octubre de 2020     |
| 8            | «Matthew McConaughey»                                  | Matthew McConaughey | 28 de octubre de 2020     |
| 9            | «Stevie Wonder»                                        | Stevie Wonder       | 06 de noviembre de 2020   |
| 10           | «Dolly Parton»                                         | Dolly Parton        | 13 de noviembre de 2020   |
| 11           | «Barack Obama»                                         | Barack Obama        | 17 de noviembre de 2020   |
| 12           | «Amanda Gorman»                                        | Amanda Gorman       | 26 de marzo de 2021       |
| 13           | «Eddie Murphy»                                         | Eddie Murphy        | 9 de abril de 2021        |
| 14           | «Elliot Page»                                          | Elliot Page         | 30 de abril de 2021       |
| 15           | «Will Smith»                                           | Will Smith          | 5 de noviembre de 2021    |

## Producción
El 15 de junio de 2018, Oprah Winfrey y Apple anunciaron una asociación de varios años, con Winfrey para crear contenido original exclusivo para Apple.
El 25 de marzo de 2019, Apple organizó un evento inaugural en su campus de California para anunciar el nuevo servicio de suscripción Apple TV+. Winfrey apareció en el escenario para concluir el evento, anunciando que produciría dos series documentales, además de lanzar un "club de lectura" en asociación con Apple. El club de lectura terminó siendo un reinicio de un segmento de The Oprah Winfrey Show titulado Oprah's Book Club, que se estrenó el 1 de noviembre de 2020, junto con el lanzamiento de Apple TV+.
El 27 de julio de 2020, Apple y Oprah Winfrey anunciaron The Oprah Conversation, cuyos dos primeros episodios se emitirán el 30 de julio de 2020 en Apple TV+, y los siguientes episodios se lanzarán en un calendario irregular.